# Transport kolejowy w Brunei
Transport kolejowy w Brunei – zlikwidowany system transportu kolejowego na terenie Brunei.
Jedyna obecnie istniejąca linia kolejowa w Brunei to kolej przemysłowa o rozstawie szyn 1533 mm służąca do transportu personelu i sprzętu do terminala LNG oddalonego o 4 km od linii brzegowej. Powstała ona w latach 70. XX wieku.
W przeszłości w Brunei funkcjonowały dwie koleje wąskotorowe.

## Historia

### Kolej górnicza Broketoon – Muara

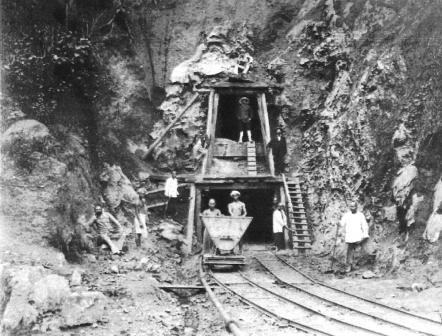
Kolej górnicza Broketoon – Muara (1900)

Kolej ta łączyła kopalnię węgla kamiennego Broketoon z miastem portowym Muara. Liczyła 2,5 km długości.
Kolej powstała w latach 80. XIX wieku (prawdopodobnie w 1888). Pierwotnie posiadała drewniane szyny, które w na początku lat 90. XIX wieku zamieniono na stalowe. Wówczas wprowadzono do ruchu parowozy. Początkowo kolej posiadała niestandardowy rozstaw szyn 711 mm. Później przekutą ją na normalnotorową.
Kopalnię oraz kolej zamknięto w 1924 roku.

### Kolej leśna Seria – Badas

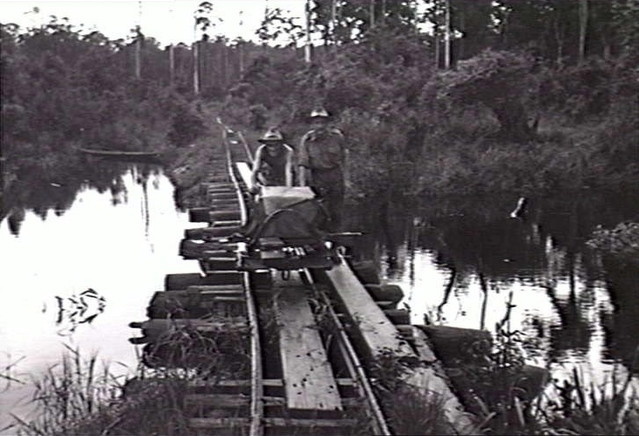
Kolej leśna koło Badas (1945)

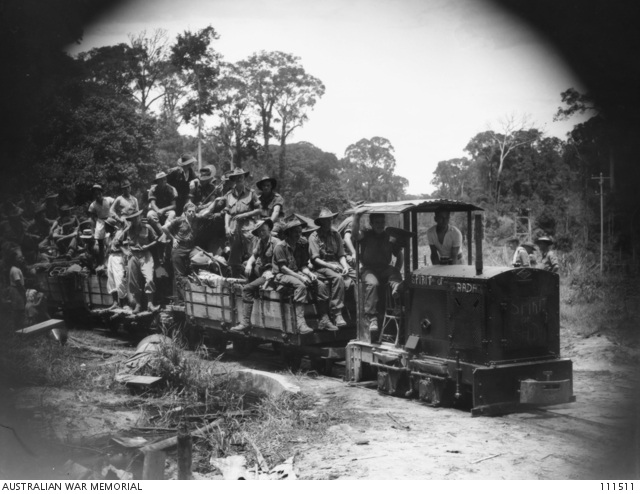
Australijscy żołnierze obsługujący kolej leśną w Seria (1945)

Była to najważniejsza linia kolejowa w Brunei. Łączyła ona nadmorskie miasto Seria z Badas. Liczyła 19 km długości i posiadała rozstaw szyn 600 mm.
Powstała w latach 30. XX wieku. Była wykorzystywana transportu drewna oraz do transportu części użytych do budowy rurociągu Badas – Seria. 
W czasie II wojny światowej kolej została rozebrana, a sprzęt został ukryty, aby uchronić ją przed siłami japońskimi. Po wyzwoleniu wyspy Borneo w 1945 roku, linia kolejowa została odbudowana przez wojsko australijskie.
Zamknięta na początku lat dwutysięcznych.

## Plany
W planach jest budowa linii Trans Borneo Railway, która połączy Pontianak w Indonezji przez Brunei z Kota Kinabalu w Malezji. Na terenie Brunei stacje mają znajdować się w Bukit Panggal i Bangar. W 2024 roku rozpoczęto opracowywać studium wykonalności dla linii, które ma zostać ukończone do sierpnia 2025 roku.